# ماوريتسيو ليون
ماوريتسيو ليون (بالإيطالية: Maurizio Leone)‏ هو منافس ألعاب قوى إيطالي، ولد في 17 أغسطس 1973 في كوزنسا في إيطاليا.

## وصلات خارجية
- ماوريتسيو ليون على موقع الاتحاد الدولي لألعاب القوى (الإنجليزية)
- ماوريتسيو ليون على موقع الاتحاد الإيطالي لألعاب القوى (الإيطالية)